# Ignaz Holzbauer

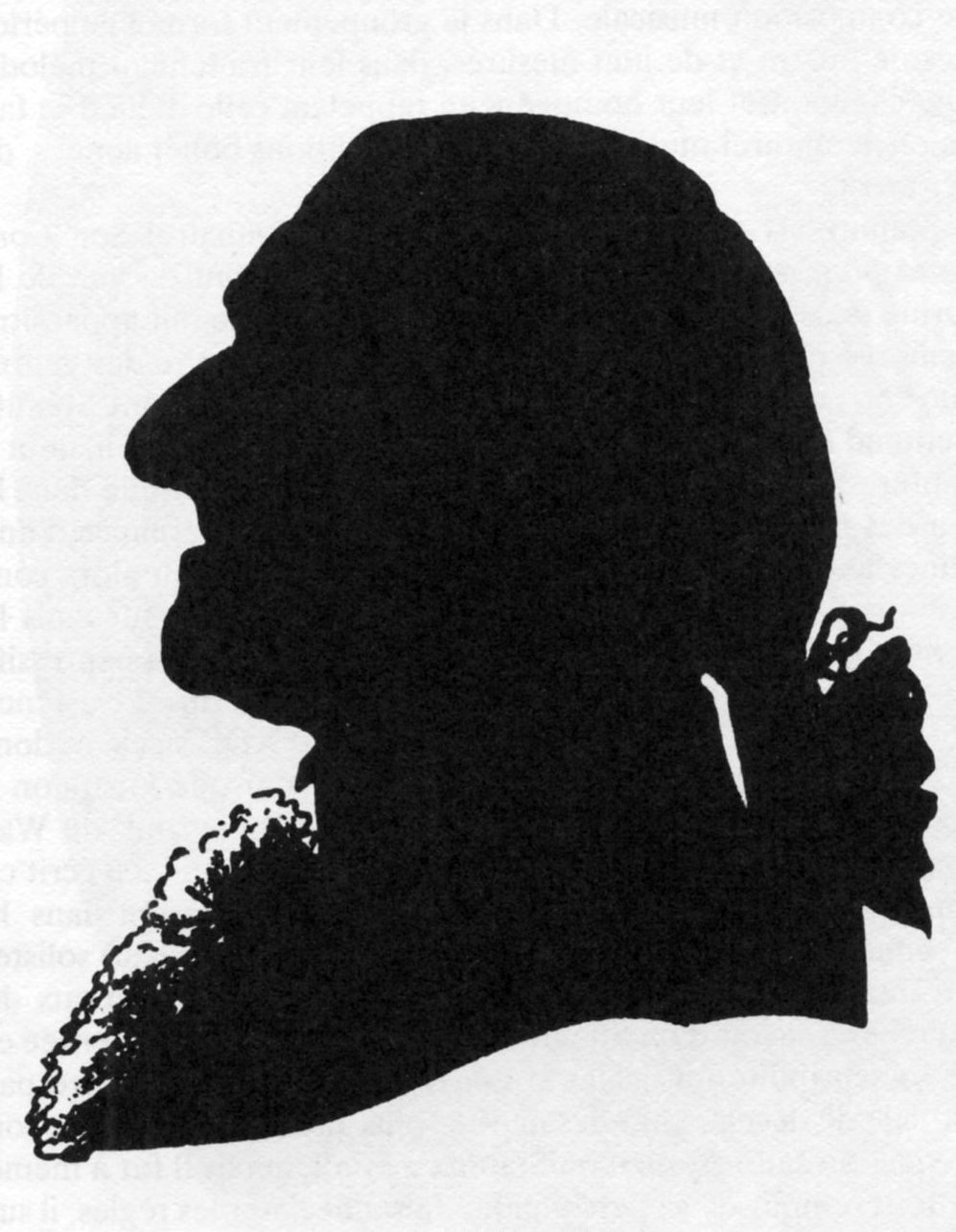
Ignaz Holzbauer

Ignaz Jacob Holzbauer (getauft 18. September 1711 in Wien; † 7. April 1783 in Mannheim) war ein österreichischer Komponist, Hofkapellmeister, Musikpädagoge und wichtiger Vertreter der Mannheimer Schule.

## Leben
Ignaz Holzbauer kam als jüngstes von drei Kindern des wohlhabenden Schuhmachers Jakob Holzbauer in der Riemergasse Nr. 15 in Wien zur Welt. Auf Wunsch seines Vaters studierte er zunächst Jura, erlernte aber heimlich auf dem Speicher des Elternhauses das kompositorische Handwerk nach dem Lehrbuch Gradus ad Parnassum von Johann Joseph Fux und erhielt Gesangs- und Kompositionsunterricht bei den Chorschülern von St. Stephan. Seine erste Anstellung fand er in Laibach beim Grafen Thurn und Valsassina. Nach einem Zwischenaufenthalt in Venedig zur Vervollkommnung seiner musikalischen Studien war er spätestens ab 1737 für den Grafen Franz Anton Rottal als Kapellmeister tätig, der im mährischen Holešov ein kleines Theater unterhielt, für das Holzbauer seine ersten Opern Lucio Papirio dittatore (1737), Sesostri (1738) und Vologeso (1739) komponierte. Am 30. April 1737 heiratete er an seinem Beschäftigungsort die aus Olmütz stammende Opernsängerin Rosalie Andreides († 1785).
In Holešov  blieben die Eheleute nachweislich bis Ende März 1741 und dürften noch in demselben Jahr nach Wien gezogen sein, denn Holzbauer wurde 1742 mit Ballettkompositionen für Opern im alten Burgtheater am Michaelerplatz betraut. Von 1744 bis 1747 hielten sich die Eheleute nach Holzbauers autobiografischen Aufzeichnungen abwechselnd in Mailand, Venedig und anderen Städten Italiens auf. Spätestens 1747 wirkte er wieder am alten Burgtheater in Wien, für das er erneut Ballettmusiken komponierte. 1751 berief ihn Herzog Carl Eugen als Oberkapellmeister an den Württembergischen Hof nach Stuttgart. Nach der erfolgreichen Uraufführung seiner Oper Il figlio delle selve am 15. Juni 1753 im neuerbauten Schlosstheater in Schwetzingen, der Sommerresidenz des Kurfürsten Carl Theodor, wurde er noch im Sommer des Jahres vom Kurfürsten als Hofkapellmeister engagiert. Dieses Amt übte er bis zu seinem Tod 1783 aus. Laut Anstellungsdekret war er für alle Bereiche der kurpfälzischen Hofmusik allein zuständig. Zu seinen Aufgaben gehörten neben dem Komponieren in allen musikalischen Gattungen auch die Organisation und der Aufbau des Hoforchesters sowie die Ausbildung des musikalischen Nachwuchses, letztere konnte er sich im Ausbildungssystem der Mannheimer Schule mit mehreren Hofmusikern teilen. Nach Christian Friedrich Daniel Schubart trug Holzbauer das meiste zur Vervollkommnung des Hoforchesters bei. In den kurfürstlichen Residenzen Mannheim und Schwetzingen wurden in den nächsten Jahren hauptsächlich seine Opern aufgeführt. Trotz der umfangreichen dienstlichen Verpflichtungen unternahm er in den Jahren von 1756 bis 1761 mehrere Reisen nach Italien, u. a. zur Einstudierung seiner Opern 1757/1758 nach Turin und 1759 nach Mailand. In Anerkennung seiner Verdienste ernannte ihn Kurfürst Carl Theodor 1758 zum kurpfälzischen Hofkammerrat. Als der kurpfälzische Hof 1778 nach München übersiedelte, blieb Holzbauer in Mannheim. Hier komponierte er noch die Opern La morte die Didone (1777), deren deutsche Fassung Tod der Dido (1780) und seine letzte italienische Oper Tancredi, deren Uraufführung am Münchner Hof im Karneval 1783 konnte er jedoch wegen seiner Ertaubung nicht mehr miterleben.

## Werke

### Überblick
Als Komponist war Holzbauer äußerst produktiv. Nachweisen lassen sich mehr als 200 Sinfonien für Orchester, von denen 21 in Paris, einige andere in Leipzig gedruckt wurden. Darüber hinaus schuf er 18 Streichquartette, 13 Konzerte für verschiedene Instrumente, mehrere Oratorien (darunter La passione di Gesù Cristo signor nostro, Isacco figura del redentore und La Betulia liberata), 26 Messen (darunter auch eine deutsche), 37 Kantaten sowie weitere Kirchenmusikstücke. Außerdem schrieb er 15 italienische „Dramme per musica“ (Opern).

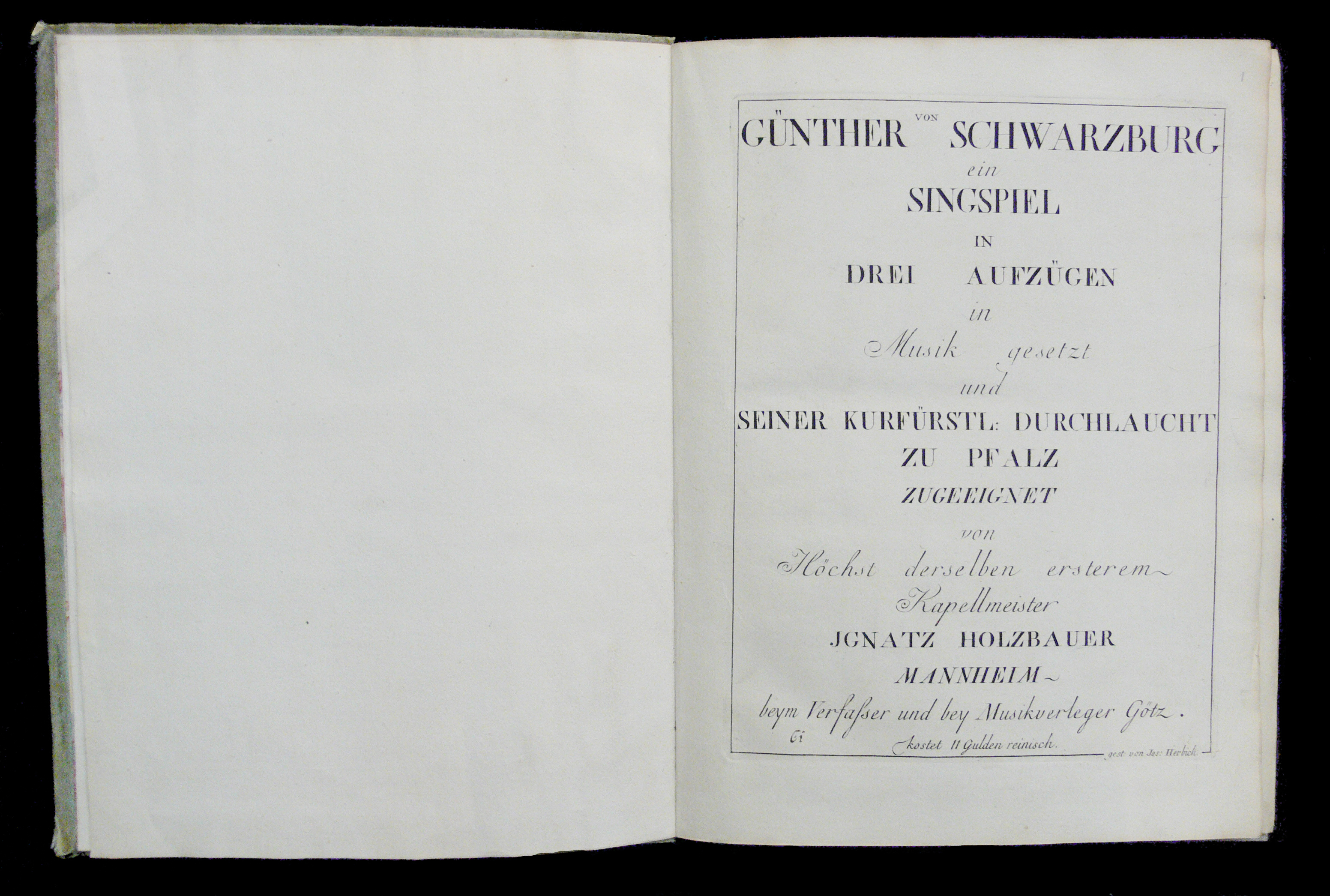
Titelseite der Partitur zu Günther von Schwarzburg, von Holzbauer selbst finanzierter Erstdruck, Mannheim, November 1777

Besonderes Aufsehen erregte er mit seiner deutschen Oper Günther von Schwarzburg über den Gegenkönig Günther XXI. von Schwarzburg. Elf Monate nach der Uraufführung am 5. Januar 1777 in Mannheim schrieb Wolfgang Amadeus Mozart:

„die Musick von Holzbauer ist sehr schön. […] am meisten wundert mich, daß ein so alter Mann wie holzbauer, noch so viell geist hat; denn das ist nicht zu glauben was in der Musick für feüer ist.“

### Werke mit Opuszahl
- Op. 1: Sei Sinfonie, a quattro Partiti obligati con Corni da Caccia ad Libitum; delli S.ri Wagenseil è Holzbaur (Paris)
- Op. 2: Six Simphonies a quatre Parties obligées avec Cors de Chasses ad Libitum (Paris)
- Op. 3: Six Simphonies a huit Partie obligé, deux Violons, deux Hautbois, ou Flutes, deux Cors, Alto, et Basse (Paris)
- Op. 4: Trois Simphonies a grande Orchestre (Paris, 1769)
- Op. 5: Trois Sextuor per Flauto, Oboé, Violino, Alto, Violoncello et Basso (Paris)
- Op. 8: Sei Overture a più Stromenti composte da vari Autori (Nr. 6 von Holzbauer) (Paris)
- Op. 10: Sei Sinfonie a più Stromenti composte da vari Autori (Nr. 6 von Holzbauer) (Paris)

### Opern
- Lucio Papirio dittatore (Dramma per musica, Libretto von Apostolo Zeno, 1737, Holleschau)
- Sesostri, re d’Egitto (Dramma per musica, Libretto von Zeno, 1738, Holleschau)
- Vologeso (Dramma per musica, Libretto von Zeno, 1739, Holleschau)
- Hypermnestra (teutsche Opera, Libretto von Johann Leopold van Ghelen, 1741, Wien)
- La fata meravigliosa (Dramma giocoso per musica, 1748, Wien)
- Il figlio delle selve (Favola pastorale per musica, Libretto von Carlo Sigismondo Capece, 1753, Schwetzingen)
- L’isola disabitata (Azione per musica, Libretto von Pietro Metastasio, 1754, Schwetzingen)
- L’Issipile (Dramma per musica, Libretto von  Metastasio, 1754, Mannheim)
- Il Don Chisciotte (Opera semiridicola, Libretto von Zeno, 1755, Schwetzingen)
- Le cinesi (Componimento drammatico per musica, Libretto von Metastasio und Mattia Verazi, 1756, Schwetzingen)
- Le nozze d’Arianna (Festa teatrale per musica, Libretto von Verazi, 1756, Schwetzingen)
- La clemenza di Tito (Dramma per musica, Libretto von Metastasio und Verazi, 1757, Mannheim)
- Nitteti (Dramma per musica, Libretto von Metastasio, 1758, Turin)
- Alessandro nell’Indie (Dramma per musica, Libretto von Metastasio, 1759, Mailand)
- Ippolito ed Aricia (Dramma per musica, Libretto von Carlo Innocenzo Frugoni und Verazi, 1759, Mannheim)
- Adriano in Siria (Dramma per musica, Libretto von Metastasio, 1768, Mannheim)
- Günther von Schwarzburg (Singspiel, Libretto von Anton von Klein, 1777, Mannheim)
- La morte di Didone (revidiert als Tod der Dido) (Opera seria bzw. Singspiel, nach dem Libretto von Metastasio, 1779, Mannheim)
- Tancredi (Dramma per musica, 1783, München)